# Друзилла Мавретанская Младшая
Друзилла Мавретанская (др.-греч. Δρουσίλλη, 38-79) — принцесса Мавретании (Северная Африка), правнучка египетской царицы из древнегреческой династии Птолемеев Клеопатры VII и римского триумвира Марка Антония.

## Семья
Друзилла, возможно, была дочерью и единственным ребёнком, родившимся у зависимого от Рима мавретанского царя Птолемея и его жены Юлии Урании.
Её мать Юлия Урания, возможно, была членом царской династии Сампсикерамидов, управлявших сирийской Эмесой и зависевших от Рима. Её отец был сыном царя Мавретании Юбы II и Клеопатры Селены II. Предками Юбы II по материнской линии были, вероятно, египетская царица из древнегреческой династии Птолемеев Клеопатра VII и римский триумвир Марк Антоний.

## Ранняя биография и первое замужество
Друзилла, скорее всего, родилась в Цезарии (современный Шершель, Алжир), столице царства Мавретания. Она была названа в честь второй двоюродной сестры своего отца по материнской линии Юлии Друзиллы, одной из сестёр римского императора Калигулы, которая умерла примерно в период её рождения. Она также является тёзкой своей тёти по отцовской линии.
Её отец был казнен во время своего посещения Рима в 40 году. Мавретания была аннексирована Римом и позже стала двумя римскими провинциями. Друзилла, вероятно, выросла в императорской семье в Риме. Около 53 года римский император Клавдий устроил ей брак с Марком Антонием Феликсом, греческим вольноотпущенником, который был римским наместником в Иудее. В период между 54 и 56 годами Антоний Феликс развёлся с Друзиллой, поскольку он влюбился и женился на иродианской принцессе Друзилле.
Друзилла носила латинский почетный титул Regina. Римский историк Гай Светоний Транквилл использует слово Regina только для описания царицы-регентши или царицы-консорта. По словам Светония, она — одна из трёх цариц, на которых женился Феликс. Её титул, возможно, был исключительно почётным; возможно, он свидетельствует о влиянии Феликса, высоком положении, на которое его назначил Клавдий, и его мнимом царском статусе при императорском дворе (по объяснению римского историка Публий Корнелий Тацит Феликс и его брат Марк Антоний Паллант происходили от древнегреческих царей Аркадии. Во время своего первого брака Друзилла была единственной дочерью правителя бывшего царства, что может объяснить её титул; титул же может также раскрывать личность её второго мужа).

## Второе замужество
В 56 году Друзилла во второй раз вышла замуж, за своего дальнего родственника, царя Эмесы и Софены Гая Юлия Соэма, который правил с 54 года до своей смерти в 73 году. Соэм был жрецом сирийского бога солнца, известного по-арамейски как Элагабал. У Друзиллы и Соэма был сын Гай Юлий Алексион, также известный как Алексио II, который позже сменил своего отца на троне короля-жреца Эмесы. Возможным потомком Друзиллы была сирийская царица III века Зенобия Пальмирская.